# 가톨릭 세키구치 교회
도쿄 주교좌 성 마리아 대성당(東京カテドラル聖マリア大聖堂, とうきょうカテドラルせいマリアだいせいどう), 통칭 세키구치 교회(関口教会, せきぐちきょうかい)는 일본 도쿄도 분쿄구에 위치한 천주교의 대성당이다. 성 마리아 대성당이라는 이름은 이 성당이 원죄 없으신 어머니(마리아)에게 바친다는 뜻에서 유래되었다.
요시다 시게루 전 일본 총리의 장례식이 치러진 곳이기도 하다.

## 역사
1899년에 처음으로 지어졌는데 당시에는 목조로 고딕 양식의 건물이었다. 그러다가 1945년에 도쿄 대공습으로 소실되었고, 1963년에 독일의 쾰른 교구의 지원으로 지금의 건물이 건설되었다.

### 도쿄 한인 성당
도쿄 내의 한국인 가톨릭 신자 수의 증가로 인하여 1990년 4월 8일에 이곳에서 첫 미사를 봉헌한 이래 2012년까지 이 성당의 시설을 빌려쓰고 있다.

## 사진

도쿄 주교좌 성 마리아 대성당
성당 건물
파이프 오르간
성당 제대